# Règim Especial de les Illes Balears
El Règim Especial de les Illes Balears, o simplement REB, és el règim jurídic que pretén dotar les illes d'un tractament fiscal que, tot reconeixent la insularitat, faciliti la competitivitat de l'economia balear i millori el finançament de les institucions locals, insulars i d'àmbit balear.

## Base jurídica
El Règim Especial de les Balears és un dret que emana directament de la Constitució Espanyola, que a l'article 138.1 fa referència explícita al “fet insular”, com un conjunt de factors que provoquen desequilibris i que s'han de compensar perquè l'Estat garanteixi la realització efectiva del principi de solidaritat (art.2).
La insularitat genera un conjunt de desavantatges que han de ser corregits i compensats. La pèrdua de competitivitat de l'economia, el risc d'un mal ús del territori i dels recursos, el perill de pèrdua de cohesió social i de qualitat de vida. El R.E.B. pretén ésser un instrument de compensació de totes aquestes desavantatges.

## Principis del REB
Garantir en condicions de preu i concurrència l'abastament de béns i serveis bàsics pel desenvolupament del sistema econòmic, la qualitat de vida de la població resident i dels visitants i especialment en el subministrament de recursos energètics i hídrics.
Possibilitar l'accessibilitat dels ciutadans a tots el serveis bàsics implementant mesures pal·liatives contra la insularitat i la doble o triple insularitat de les Illes Balears.
Fomentar la modernització del teixit econòmic cap a les noves tecnologies i la societat de la informació.
Implementar mesures que garanteixin la sostenibilitat del recursos naturals de les Illes.
Desenvolupar capacitats competitives en les activitats del medi rural i les indústries tradicionals per a garantir la seva permanència i creixement.
Innovar, diversificar i la millora contínua en la qualitat del producte turístic,
desestacionalizant la demanda.

## L'aprovació del REB
La proposició de llei de règim fiscal i econòmic especial de les Illes Balears s'aprovà el novembre de 1995. La llei va ser aprovada pel Parlament Espanyol el 27 d'abril de 1998, però les seves aplicacions concretes són pràcticament nul·les i de resultats imperceptibles.